# Zaglav
 Ovo je glavno značenje pojma Zaglav. Za druga značenja pogledajte Zaglav (razdvojba).
Zaglav je naselje na južnom dijelu Dugog otoka, 4 km sjeverozapadno od najvećeg otočnog mjesta Sali i 4 km jugoistočno od mjesta Žman. 

## Zemljopis
Jedno je od većih mjesta na otoku i nalazi se na zaravni iznad uvale Triluke, čija je okolica pretežno pod pašnjacima, makijom i maslinicima. Smješten je u dobro zaštićenoj uvali, pa se u njemu nalazi i trajektno pristanište za trajektnu vezu sa Zadrom. Na regionalnoj je prometnici koja prolazi uzduž otoka, a u mjestu je i jedina benzinska postaja (za aute i za brodove) na Dugom otoku i u širem akvatoriju. U neposrednoj je blizini i Park prirode Telašćica.

## Povijest
Prvi put se spominje u dokumentima iz 15. stoljeća, a bilo je naseljeno prebjezima pred Turcima. Iz istog stoljeća datira i Franjevački samostan trećoredaca (prvotno eremitarij) iz 1451. godine i crkva Sv. Mihovila koju su sagradili Vuk Slavogostov i Juraj Lukačević-Zavaliska (1445. – 1458.). U samostanu je slika sv. Antuna s lokalnim otočnim krajolikom u pozadini (1653.). 

## Stanovništvo
| broj stanovnika | 112   |       | 142   | 177   | 222   | 222   | 286   | 254   | 408   | 398   | 355   | 366   | 237   | 369   | 184   | 174   | 171   |
|                 | 1857. | 1869. | 1880. | 1890. | 1900. | 1910. | 1921. | 1931. | 1948. | 1953. | 1961. | 1971. | 1981. | 1991. | 2001. | 2011. | 2021. |

## Sadržaji
Zaglav obiluje športskim sadržajima košarka, odbojka, vaterpolo i boćalište. Mjesto također ima plažu sa skakaonicom i toboganom.   
Također Zaglavska mladež svake godine organizira poznatu otočku feštu "KAKE BAKE" možda jedinu na otoku koja traje do kasnih jutranjih sati.  

## Poznate osobe
- Jakov Čuka, generalni vikar, hrv. književni kritičar, rektor Hrvatskog zavoda sv. Jeronima
- Cvjetko Milanja, član suradnik HAZU, hrv. književni teoretičar i književni povjesničar